# Pratap Singh Shah
Pratap Singh Shah av Nepal, född 1751, död 1777, var kung av Nepal mellan 1775 och 1777.